# Cyclocephala perconfusa
Cyclocephala perconfusa är en skalbaggsart som beskrevs av Roger Paul Dechambre 1992. Cyclocephala perconfusa ingår i släktet Cyclocephala och familjen Dynastidae. Inga underarter finns listade i Catalogue of Life.